# Садко
«Садко́» — опера на 3 дії 7 картин російського композитора Миколи Римського-Корсакова. Лібрето написано самим композитором на основі російських билин про гусляра Садка. Вперше поставлена в Приватній опері Солодовнікова в Москві під управлінням Євгенія Еспозіто в 1897 році.
До легенди про Садка Римський-Корсаков почав звертатися ще 1867 року, коли написав симфонічну поему під однойменною назвою. Теми з цього твору згодом увійшли до оперу. У музиці Римський-Корсаков активно використовує російські народні теми і «морські» лейтмотиви. На відміну від традиційного поділу опери на дії, «Садко» складається з семи картин, які при постановках розділяють або на три дії, або на п'ять.
Зміст опери головним чином запозичено з різних варіантів билини «Садко багатий гість», у поєднанні з казками зі збірки Афанасьєва «Народні російські казки». Час дії, звичайно відносять у билині до XI—XII століть, перенесено в опері в напівказкову-напівісторічну епоху, коли у Новгороді язичницькі вірування тільки-но почали витіснятись християнством.
Багато промов, описів, декорацій і сценічних подробиць, поданих у партитурі, запозичені з різних билин, пісень, змов, голосінь. Билина про Волхв Всеславич і пісня про Солов'я Будимировича взяті прямо з народного епосу, лише з належними скороченнями та змінами. Тому в лібрето часто збережений билинний вірш із його характерними особливостями.

## Зміст

### Картина перша

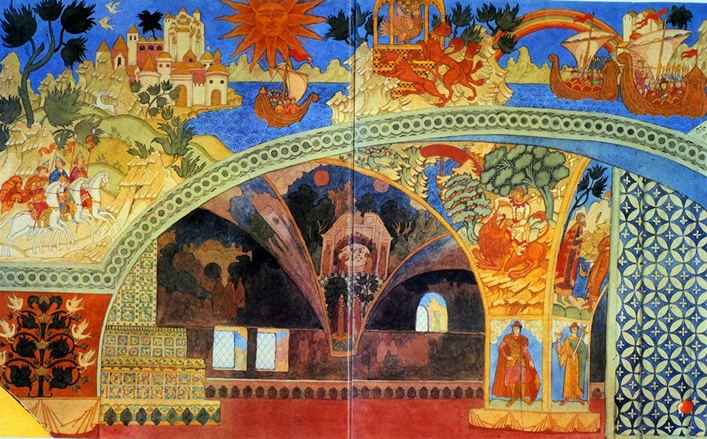
Декорація Івана Білібіна до першої картини опери «Садко»

В торговій артелі у Новгороді — бенкет. Гуслярі славлять іменитих гостей, лише один молодий гусляр Садко не хоче славити їх багатства. Він мріє про мандри, щоб далеко по просторах землі рознести славу Новгорода. Підводиться галаслива суперечка, більшість гостей підступають до Садка і женуть його з гостини. Садко йде і заявляє, що більше не стане співати їм своїх пісень, нехай вони живуть по старовині, як хочуть. Після його уходу бенкет триває.

### Картина друга

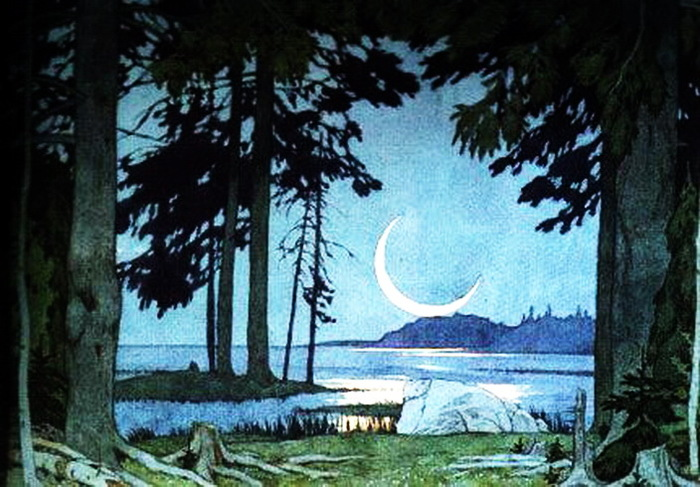
Декорація Івана Білібіна до другої картини опери «Садко»

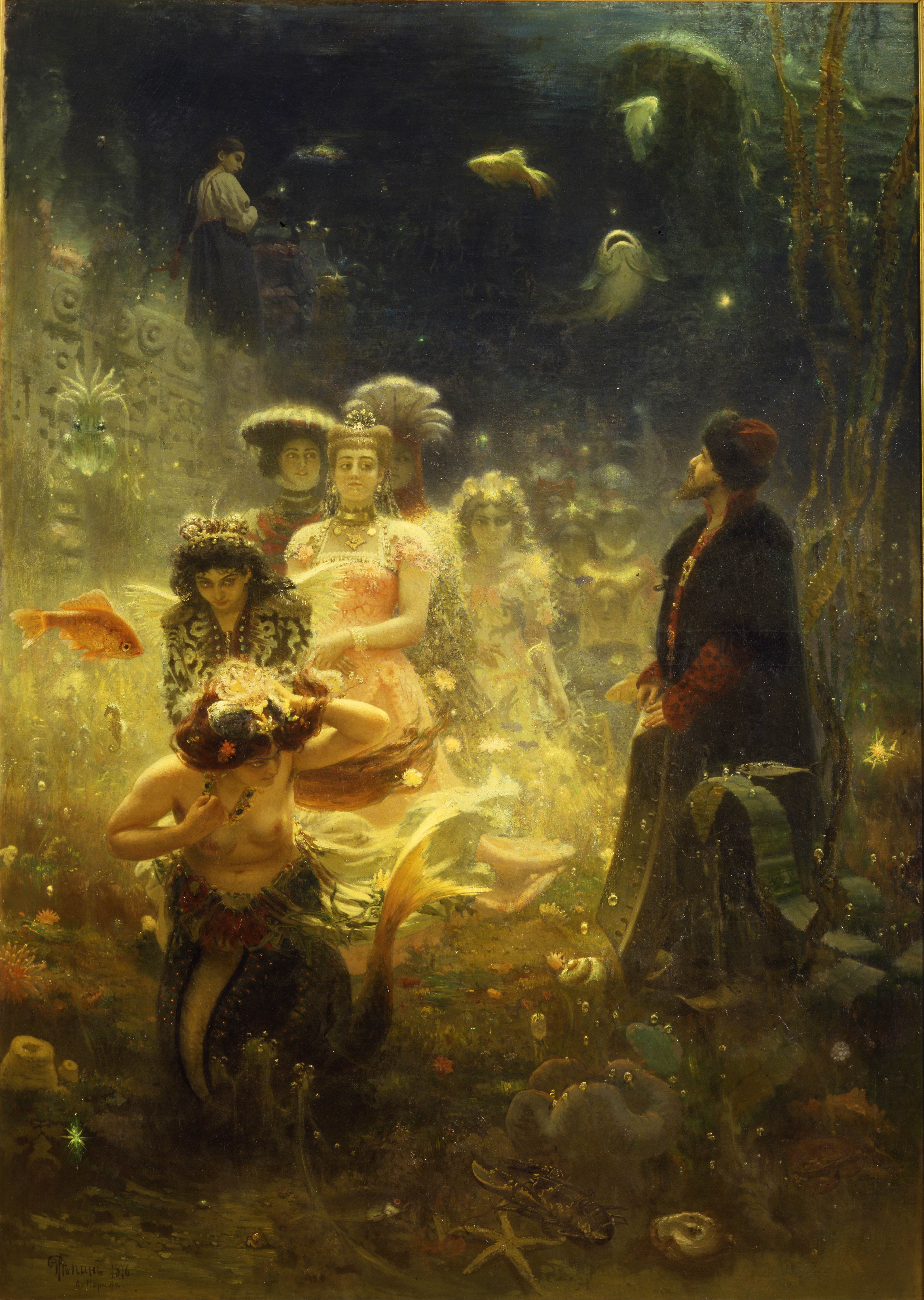
«Садко» — картина художника Іллі Рєпіна, 1876.

Місячна ніч на березі Ільмень-озера. Садко співає, сидячи на камені, сумну пісню. На поверхні озера з'являється зграя білих лебедів, які тут же обертаються чарівними дівчатами. Серед них і Волхва, дочка Морського царя і цариці Водяниці, з сестрами. Вони водять хоровод під музику Садка. Гусляр вражений красою царівни й, коли інші червоні дівиці ховаються в глибині лісу, він звертається до неї зі словами любові й захоплення. Царівна зізнається йому, що любить його за чудо-пісні. Вона відкриває йому своє походження, і на прощання дарує трьох золотих рибок, з якими він піде в далекі моря і знайде щастя. Царівна обіцяє чекати на його повернення. Наближається ранок, з озера чути голос Царя Морського, що кличе своїх дочок додому.

### Картина третя
Світлиця в теремі Садко. Ранок. Любава чекає свого чоловіка, Садка, якого не було всю ніч. Вона думає, що Садко більше не любить її, а марить лише про богатирську славу. Входить Садко, але він не звертає увагу на Любашу і думає лише про те щастя, яке обіцяла йому царівна. Любаву лякають його дивні слова. Любава, передчуваючи недобре в його задумі, благає його зі сльозами не губити себе. Проте Садко вирішує йти на площу побитися об заклад, адже він знає таємницю про золоту рибку з озера Ільмень.

### Картина четверта
Пристань в Новгороді на березі Ільмень-озера. На березі юрбиться маса народу, оточуючи торгових гостей — новгородських і заморських. Входять обидва настоятелі міста — старшина і воєвода, потім з'являється Садко. Вклонившись гостям, він заявляє, що в Ільмень-озері водиться риба з золотою лускою. Настоятелі сміються над його словами, тоді Садко пропонує їм побитися об заклад: нехай вони закладуть свої крамниці з товаром, а він — свою буйну голову. Настоятелі приймають виклик і тримають парі. Садко з човна закидає у воду мережу. З глибини озера долинає голос Морської царівни, що підтверджує свою обіцянку. Сіті витягують, і в них знаходять трьох золотих рибок. Всі вражені цим дивом, а настоятелі пригнічені, втративши весь свій статок. Садко велить оглянути невід — чи не залишилося там дрібної риби. Виявляється, вся риба в неводі перетворилася на злитки золота. Садко викликає «молодшу бідну братію» до себе в дружинники, наказує їм узяти його золото, скупити в Новгороді всі товари й вирушити з ним за моря, в далекі краї. Перед Садком виступає варязький, індійський та венеціанський гість, що запрошують його відвідати свої краї. З'являється Любаша. Вона благає чоловіка не покидати її та не піддавати своє життя небезпеці. Але Садко відповідає, що його рішення безповоротно, і відпливає в море.

### Картина п'ята
Минуло дванадцять років. Посередині відкритого моря стоїть корабель Садка, не рушаючи з місця. Мореплавці кидають у море бочки із золотом, сріблом та перлами як данину Морському цареві за те, щоб він не утримував корабель і відпустив його услід за іншими кораблями, які вільно пливуть по морю. Бачачи, що кидання в море данини не допомагає біді, Садко припускає, що Морський цар вимагає людської жертви, і пропонує кинути жереб, кому опуститися на дно. Дружина кидає жереб, і він дістається Садкові. Він здогадується, що не Цар, а Царівна Морська вимагає його до себе. Він сходить по сходах у море, стаючи на покладену на воду дошку. Негайно ж вітрила надуваються, і корабель пливе. Садко залишається один на морі. З глибини до нього долинає голос Царівни: «Ти був вірний мені дванадцять років, до віку я твоя, Садко». Потім Садко з дошкою опускається в морську глибину.

### Картина шоста

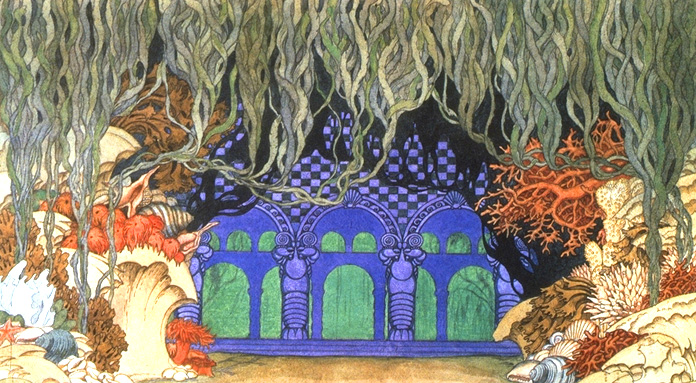
Декорація Івана Білібіна до шостої картини опери «Садко»

Терем Царя Морського в підводному царстві. На престолах сидять сам Цар і Цариця Водяна. Садко спускається в терем на раковині, що запряжена дельфінами. Цар грізно говорить йому, що чекав його дванадцять років, а тепер Садко сам віддається йому в руки. Царівна намагається вгамувати гнів батька і просить дозволити Садкові заспівати пісню. Цар погоджується, і Садко співає про могутність Морського Царя. Цареві подобається ця пісня, і він в нагороду віддає Садко руку своєї дочки. Відкривається весільна хода, починаються танці. Сам Цар захоплюється загальним веселощами й пускається в танок з Царицею. Розгулявшись щосили, Цар наказує річкам і струмкам розлитися і потопити всі кораблі на морі. Раптом з'являється Старчище — могутній богатир, одягнений калікою перехожий. Вибивши своєю булавою гуслі з рук Садко, він кричить на нього, що не личить гусляреві тішити піснями підводне царство, і що тепер Садко повинен послужити рідному Новгороду. Старчище вимагає, щоб Цар Морський перестав топити кораблі та відпустив свою дочку на землю, до Новгорода, разом з Садком. З цими словами він зникає. Садко з царівною сідають в раковину і піднімаються нагору, а морське царство поступово опускається вглиб і зникає.

### Картина сьома
Луг поблизу Ільмень-озера. Садко спить на березі, біля нього стоїть Морська Царівна і заколисує його піснею. Займається зоря. При вигляді світанку Царівна прощається з Садком, кажучи, що прийшла пора її обернутися швидкою річкою і лягти в круті береги поруч з її милим іншому. Вона розсіюється ранковим туманом по луці. Чути голос Любави, що сумує про свого чоловіка. Побачивши Садко, вона радісно кидається до нього. Садко, прокинувшись, озирається навкруги, дивуючись, де він знаходиться, чи наяву з ним трапилися пригоди або ж уві сні. Радісно обіймає він дружину і каже їй, що повернувся назавжди і тепер вони заживуть щасливо і безтурботно. Озирнувшись, вони бачать, що на місці, вкритому раніше туманом, утворилася широка річка, що впадає в Ільмень, а по річці пливуть кораблі Садко, поспішаючи пристати до берега. Садко пояснює своїй дружині, що Цар Морський, полонений його піснями, віддав йому свою дочку, яка перетворилася тепер в річку Волхову. У цей час кораблі пристають до берега, з них сходить дружина. З усіх боків натовп збігається. Усі дивуються диву — появі на цьому місці річки і поверненню Садка, і захоплено його вітають. Загальна урочистість.